# Mistrzostwa Europy w Lekkoatletyce 1946 – sztafeta 4 × 100 m mężczyzn
Sztafeta 4 × 100 metrów mężczyzn była jedną z konkurencji rozgrywanych podczas III Mistrzostw Europy w Oslo. Biegi eliminacyjne zostały rozegrane 24 sierpnia, a bieg finałowy 25 sierpnia 1946 roku. Zwycięzcą tej konkurencji została sztafeta szwedzka w składzie: Stig Danielsson, Inge Nilsson, Olle Laessker i Stig Håkansson. W rywalizacji wzięło udział trzydziestu sześciu zawodników z dziewięciu reprezentacji.

## Rekordy
| Rekord świata     | Stany Zjednoczone · (Jesse Owens, Ralph Metcalfe, Foy Draper, Frank Wykoff)  | 39,8 | Berlin, Niemcy | 09.08.1936 |
| Rekord Europy     | Niemcy (Erich Borchmeyer, Gerd Hornberger, Karl Neckermann, Jakob Scheuring) | 40,1 | Berlin, Niemcy | 29.07.1939 |
| Rekord mistrzostw | Niemcy (Manfred Kersch, Gerd Hornberger, Karl Neckermann, Jakob Scheuring)   | 40,9 | Paryż, Francja | 05.09.1938 |

## Wyniki

### Eliminacje
Bieg 1
| Miejsce | Reprezentacja   | Zawodnicy                                                        | Czas | Uwagi |
| ------- | --------------- | ---------------------------------------------------------------- | ---- | ----- |
| 1       | Wielka Brytania | Thomas Jover, Bert Liffen, Robert Roach, John Archer             | 42,3 | Q     |
| 2       | Belgia          | Herman Kunnen, Fernand Bourgaux, François Braekman, Pol Braekman | 42,4 | Q     |
| 3       | Czechosłowacja  | Mirko Paráček, Leopold Láznička, Miroslav Řihošek, Jiří David    | 42,6 | Q     |
| 4       | Norwegia        | Kjell Mangset, Peter Bloch, Rolf Bakken, Haakon Tranberg         | 42,8 |       |
| 5       | Dania           | Tage Egemose, Børge Stougaard, Gunnar Christensen, Arne Thisted  | 43,1 |       |

Bieg 2
| Miejsce | Reprezentacja | Zawodnicy                                                    | Czas | Uwagi |
| ------- | ------------- | ------------------------------------------------------------ | ---- | ----- |
| 1       | Szwecja       | Stig Danielsson, Inge Nilsson, Olle Laessker, Stig Håkansson | 41,9 | Q     |
| 2       | Francja       | Agathon Lepève, Julien Lebas, Pierre Gonon, René Valmy       | 42,3 | Q     |
| 3       | Holandia      | Jan Lammers, Chris van Osta, Jo Zwaan, Gabe Scholten         | 42,4 | Q     |
| 4       | Włochy        | Michele Tito, Giusto Cattoni, Carlo Manara, Carlo Monti      | 42,5 |       |

### Finał
| Miejsce | Reprezentacja   | Zawodnicy                                                        | Czas | Uwagi |
| ------- | --------------- | ---------------------------------------------------------------- | ---- | ----- |
| 1       | Szwecja         | Stig Danielsson, Inge Nilsson, Olle Laessker, Stig Håkansson     | 41,5 |       |
| 2       | Francja         | Agathon Lepève, Julien Lebas, Pierre Gonon, René Valmy           | 42,0 |       |
| 3       | Czechosłowacja  | Mirko Paráček, Leopold Láznička, Miroslav Řihošek, Jiří David    | 42,2 | NR    |
| 4       | Holandia        | Jan Lammers, Chris van Osta, Jo Zwaan, Gabe Scholten             | 42,3 |       |
| 5       | Wielka Brytania | Thomas Jover, Bert Liffen, Robert Roach, John Archer             | 42,4 |       |
| 6       | Belgia          | Herman Kunnen, Fernand Bourgaux, François Braekman, Pol Braekman | 43,5 |       |